# Vojtěch Scheinost
Vojtěch Scheinost (24. dubna 1814, Sušice – 10. března 1894, Sušice) byl český podnikatel, zakladatel sirkařského průmyslu v Čechách.

## Mládí
Narodil se v Sušici. Spolu s bratrem byl vyslán v roce 1826 do Vídně do učení na truhláře. Následně získal práci u vídeňského lékárníka maďarského původu Štěpána Rómera (někdy uváděn jako „Röhmer“), který byl majitelem továrny na zápalky. V Rómerově firmě se seznámil se svojí budoucí manželkou, Marií Urbancovou, která zde pracovala ve výrobě zápalek.

## Sirkařství
Po návratu do Čech využili s manželkou ve Vídni získané znalosti a v Sušici získali 31. října 1839 povolení k zahájení vlastní ruční výroby fosforových zápalek. V roce 1840 se spojili s místním židovských obchodníkem Bernardem Fürthem (22. března 1796 – 26. září 1849) který přinesl do firmy potřebný kapitál. Fürth získal v roce 1842 také vlastní povolení k výrobě zápalek. Majitelem firmy se nakonec stal Fürth a jejím výrobním ředitelem byl V. Scheinost. Ruční výroba se brzy přeměnila na průmyslovou a sirky se začaly také exportovat do mnoha zemí světa. V roce 1844 postavil Fürth další dva nové objekty sirkáren, za Dolním předměstím v Sušici . Když roku 1849 B. Fürth zemřel, po sporech s jeho dědici se Scheinost okolo roku 1865 osamostatnil a v roce 1868 pak otevřel novou továrnu v Sušici („Hořejší továrna“, na místě bývalého hostince „V ráji“ na úpatí Svatoboru). Po Scheinostově smrti v roce 1894 pokračovali jeho synové Ferdinand (1846–1891) a František ve výrobě a v roce 1903 se Fürthova i Scheinostova továrna staly součástí akciové společnosti SOLO, se sídlem ve Vídni. V „Hořejší sirkárně“ se vyráběly zápalky až do 11. března 1932. Ve stejném objektu, avšak pod hlavičkou společnosti PAP, byla následně zavedena výroba nádobek z acetylové celulózy pro potravinářský, chemický a farmaceutický průmysl.

## Památka
Je po něm pojmenována Scheinostova ulice v Sušici. Na rodném domě V. Scheinosta v ulici Příkopy čp. 99 v Sušici byla v roce 2014 odhalena městem Sušice pamětní deska V. Scheinostovi při příležitosti výročí 200 let od jeho narození. Další pamětní deska od Stanislava Suchardy se nachází na domě na náměstí Svobody 6/I v Sušici, kde V. Scheinost žil.

## Galerie

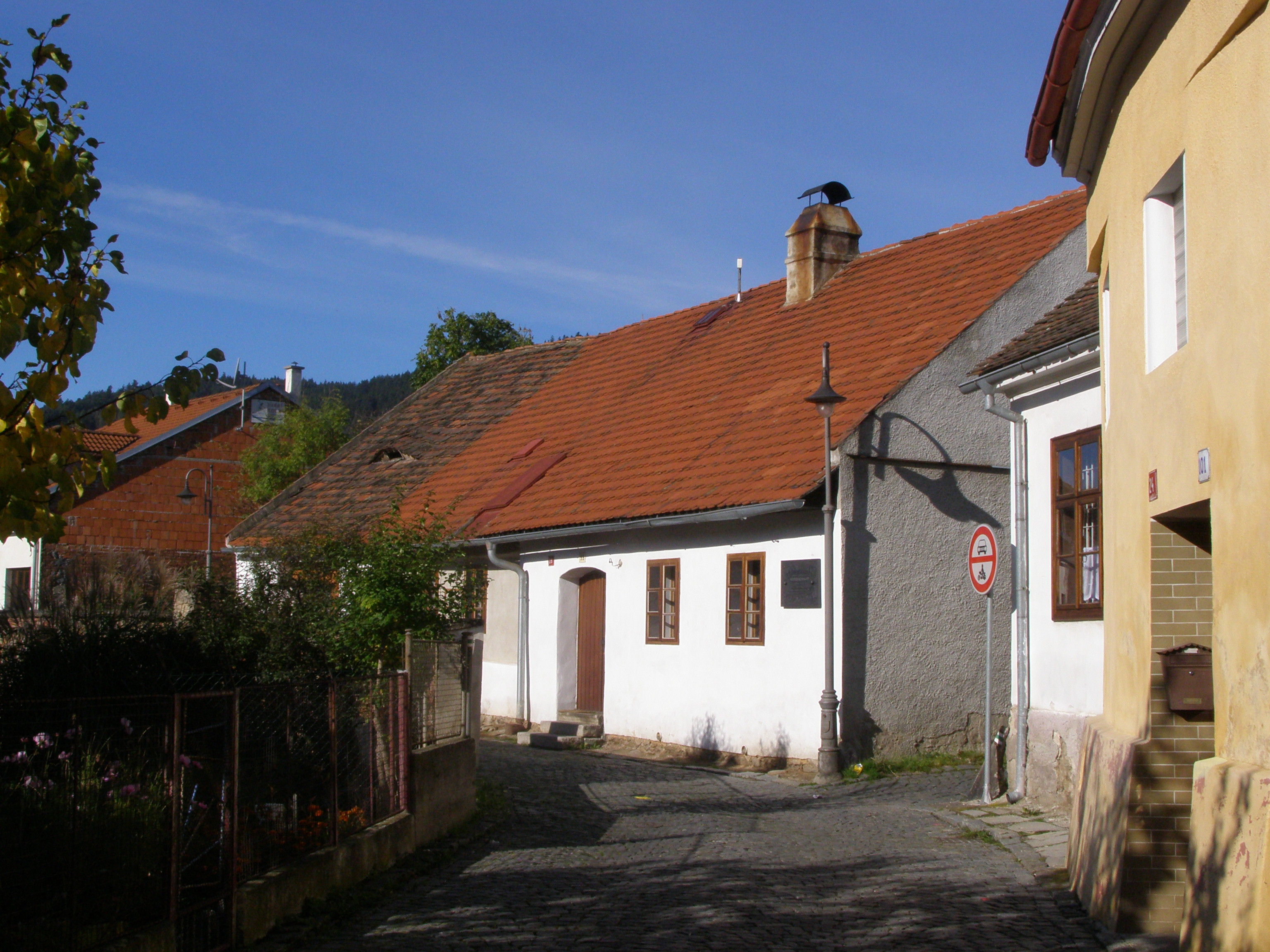
Rodný dům Vojtěcha Scheinosta (Sušice, Příkopy čp. 99)
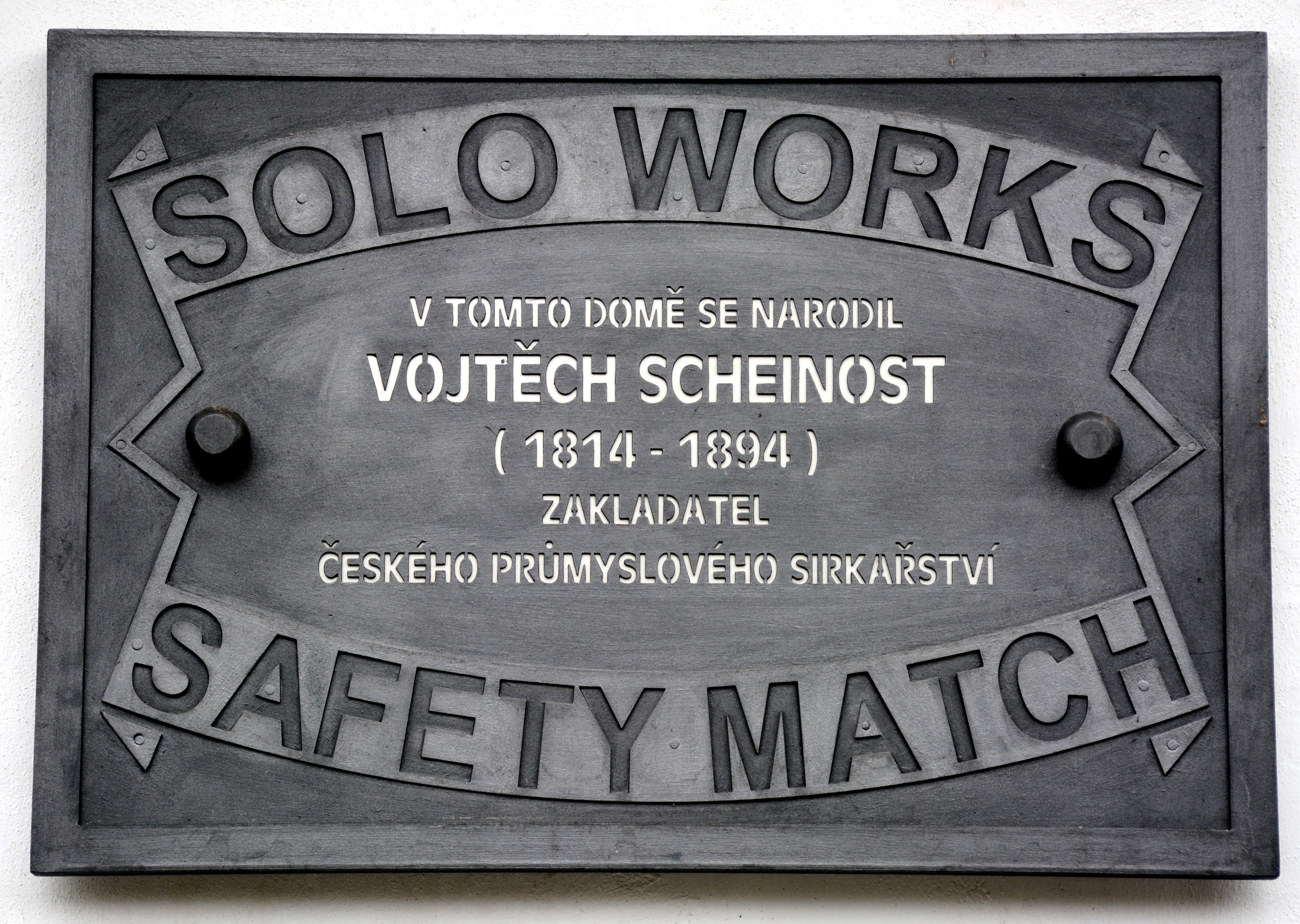
Pamětní deska na rodném domě
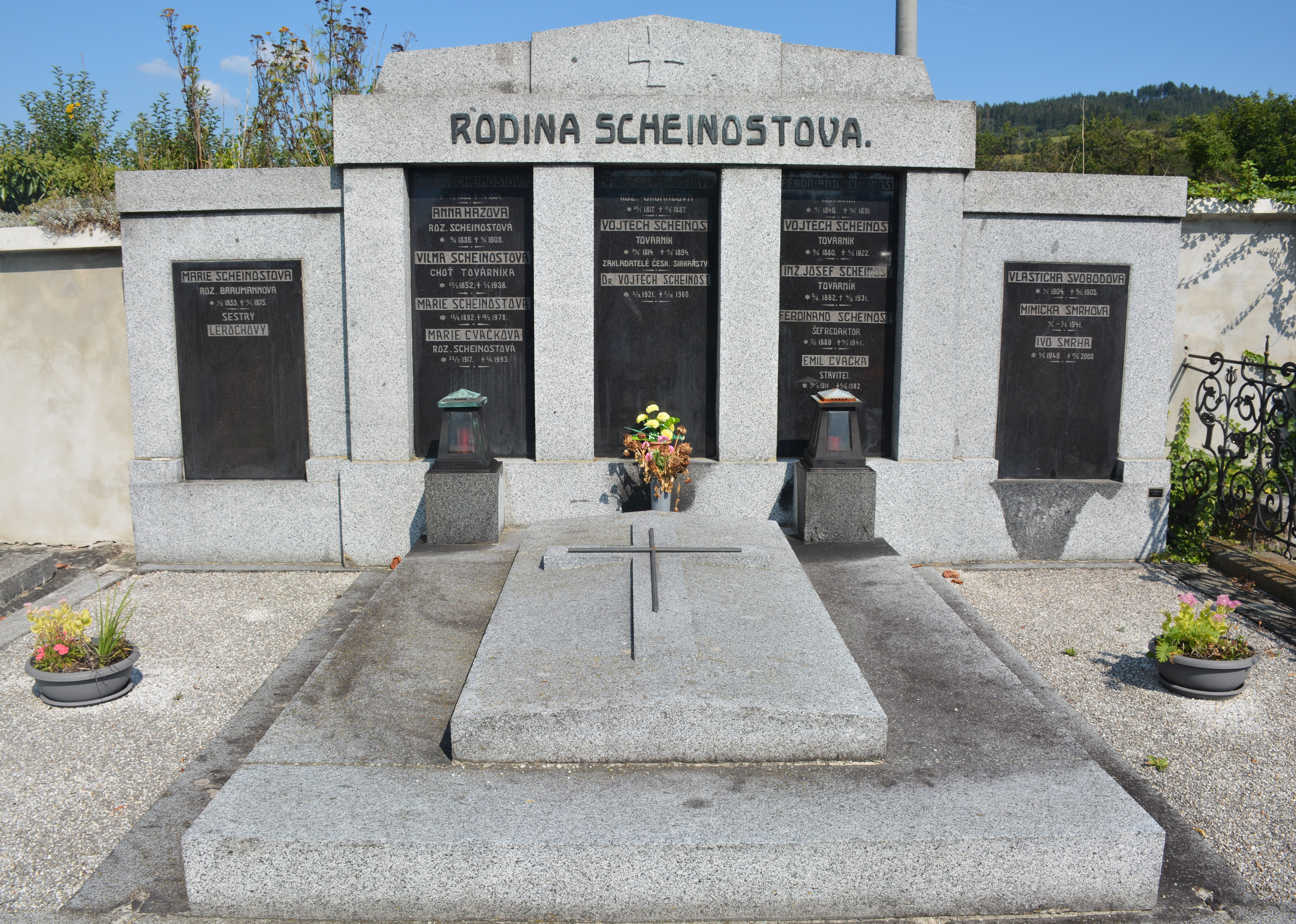
Rodinná hrobka na hřbitově v Sušici